# 浅側頭動脈
浅側頭動脈（せんそくとうどうみゃく）は、頭頸部の動脈の一つ。顎動脈とともに、外頸動脈の終枝の一つである。この動脈の脈は頬骨弓と耳珠の上側で触診できる。

## 走行
外頸動脈の二つの終枝のうち、細い方が浅側頭動脈であり、外頸動脈からは続いているように見える。
耳下腺の内部で起こり、下顎骨の下顎頸を超えて、側頭骨の頬骨突起後根を超える。この過程を終えて、およそ5cmの部位で浅側頭動脈前頭枝と浅側頭動脈頭頂枝の二つの枝に分かれる。
頬骨突起と交差する際、前耳介筋と筋膜におおわれている。顔面神経の側頭枝・頬骨枝および一つないし二つの静脈と交差し、耳介側頭神経とともに走行する。
内頸静脈の枝である眼窩上動脈と特に吻合する。

### 枝
上記のほかに、浅側頭動脈は下記の枝を持つ。
1. 浅側頭動脈耳下腺枝
2. 顔面横動脈
3. 中側頭動脈
4. 頬骨眼窩動脈
5. 浅側頭動脈前耳介枝

## 臨床的関連
浅側頭動脈はしばしば巨細胞性動脈炎の影響を受ける。疑われる場合、生検が行われる。

## 画像

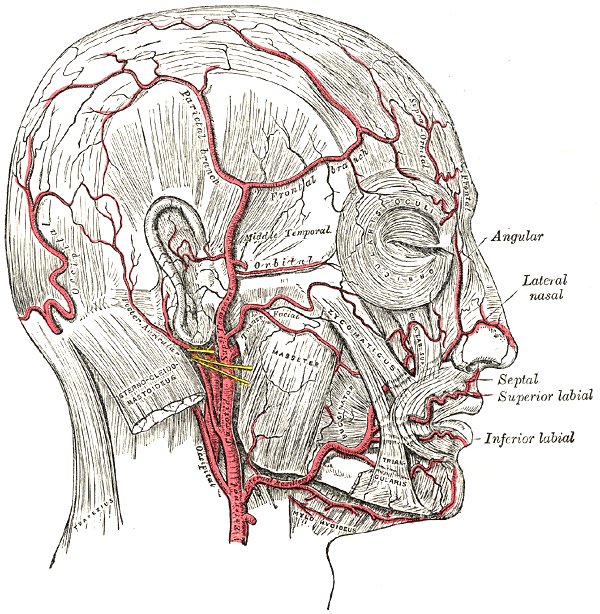
The arteries of the face and scalp.
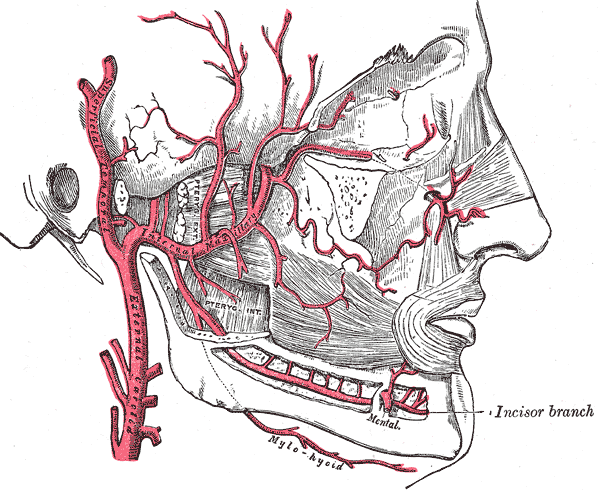
Plan of branches of internal maxillary artery.
Plan of branches of internal maxillary artery.
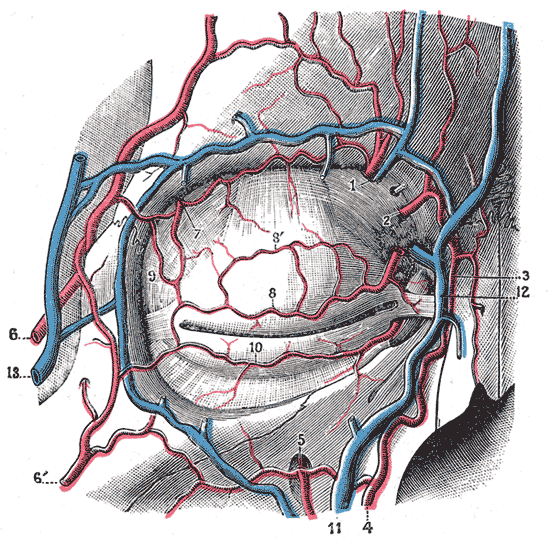
Bloodvessels of the eyelids, front view.

## 関連事項
- 人間の動静脈一覧

この項目の一部は、現在パブリックドメインとなっているグレイ解剖学からのものです。